# Ортайлы, Ильбер
Ильбер Ортайлы (тур. İlber Ortaylı; род. 1947, Брегенц, Австрия) — турецкий историк крымскотатарского происхождения.

## Биография
Родился в лагере беженцев в Австрии, с двухлетнего возраста живёт в Турции. Окончил Анкарский университет (1968), затем стажировался в Чикагском университете под руководством Халила Иналджика. С 1978 году после защиты диссертации, преподавал в Школе политических исследований Анкарского университета. В 1982 году подал в отставку в знак протеста против новой государственной образовательной политики (после государственного переворота 1980 года), работал в разных странах. С 1989 года вновь профессор Анкарского университета. В 2005—2012 годах занимал должность директора Музея Топкапы в Стамбуле.
Автор целого ряда книг по истории Османской империи.

## Награды
- Офицер ордена Искусств и литературы (2011, Франция).
- Медаль Пушкина (29 ноября 2007, Россия) — за большой вклад в распространение, изучение русского языка и сохранение культурного наследия, сближение и взаимообогащение культур наций и народностей[2].
- Большая премия президента Турецкой Республики в области культуры и искусств (2017).
- Знак «За заслуги перед крымскотатарским народом» (2019)[3].
- Специальная медаль Тюркской академии за вклад в укрепление сотрудничества тюркского мира (2023)[4].
- Почётный профессор Евразийского национального университета имени Л. Н. Гумилёва (2023, Казахстан)[4].